# 關三十郎 (5代目)
五代目 關 三十郎（せき さんじゅうろう、1879年（明治12年）7月2日 - 1931年（昭和6年）2月25日）は歌舞伎役者。本名は関富成。屋号は尾張屋、俳名は歌山。

## 概略
四代目關三十郎の子。東京本郷に生まれる。1885年（明治18年）東京市村座「花化稲荷月朧夜」で関花助の名で初舞台。1907年（明治40年）3月東京明治座で土蜘蛛役で名題昇進、父の名を継ぐ。景清や弁慶、「熊谷陣屋」の熊谷直実、「源平布引滝・実盛物語」の実盛、「祇園祭礼信仰記・金閣寺」の此下東吉など風格ある実事を得意としたが、四代目澤村源之助の相手を勤めるなど、腕のいい脇役としても活躍する。1909年（明治42年）に東京国華座の座元となり蓬莱座と改称。以降は小芝居の舞台と劇場経営に努めたが、不運にも経営が思わしくなく借財を抱え、地方巡業を余儀なくされるなど、役者としては大成しなかった。
養子（甥）は六代目關三十郎。